# Азьмушкино
Азьму́шкино (тат. Әҗмәкәй) — деревня в Тукаевском районе  Республики Татарстан, в составе Азьмушкинского сельского поселения.

## География
Деревня находится на реке Шильна, примыкает к восточной части города Набережные Челны. Через село проходит автомобильная дорога регионального значения 16К-1559 «"Набережные Челны - Водозабор" - посёлок Новый».

## История
Известна с 1773 года. В дореволюционных источниках упоминается под названием Азьмекеево, Пустошь Исекеева.
В XVIII—XIX веках жители в сословном отношении делились на государственных крестьян и башкир-вотчинников. Занимались земледелием, разведением скота, изготовлением плетей для верховой езды. По сведениям 1859 года, в Азьмушкино имелись мечеть, медресе, ветряная мельница. В начале XX века здесь располагался хлебозапасный магазин.
До 1920 года деревня входила в Макарьевскую волость Мензелинского уезда Уфимской губернии. С 1920 года в составе Мензелинского, с 1922 года — Челнинского кантонов ТАССР. С 10 августа 1930 года в Челнинском (с 20 апреля 1976 года — Тукаевский) районе.

## Население
| 1795 | 1859 | 1897 | 1913 | 1922 | 1926 | 1938 | 1949 | 1958 | 1970 | 1979 | 1989 | 2000 |
| ---- | ---- | ---- | ---- | ---- | ---- | ---- | ---- | ---- | ---- | ---- | ---- | ---- |
| 80   | 580  | 962  | 1207 | 990  | 793  | 723  | 663  | 486  | 488  | 385  | 189  | 145  |

## Экономика
Полеводство, молочное скотоводство.

## Социальная инфраструктура
Начальная школа, дом культуры, библиотека, детский сад .